# فهرست قنات‌های شهرستان سبزوار
جدول زیر بر اساس آمار وزارت جهاد کشاورزی تهیه شده‌است. فهرست زیر قنات‌های شهرستان سبزوار در استان خراسان رضوی را نشان می‌دهد.
| نام قنات        | موقعیت                   | نزدیک‌ترین روستا | طول قنات (متر) | تعداد میله چاه | عمق مادر چاه | دبی (لیتر بر ثانیه) | سطح زیر کشت (هکتار) |
| --------------- | ------------------------ | --------------- | -------------- | -------------- | ------------ | ------------------- | ------------------- |
| اب بالا         | بخش مرکزی شهرستان سبزوار | برزو            | ۳۰۰            | ۲۰             | ۱۵           | ۲۵                  | ۱۶                  |
| اب ده کلاته     | بخش مرکزی شهرستان سبزوار | بلاش‌آباد        | ۱۰۰۰           | ۹۰             | ۱۰           | ۱۰                  | ۱۰                  |
| اب قل قل        | بخش مرکزی شهرستان سبزوار | افچنگ           | ۴۰۰            | ۶              | ۱۵           | ۱۰                  | ۲۰                  |
| اب کاریز        | بخش ششتمد شهرستان سبزوار | ششتمد           | ۱۵۰            | ۰              | ۱۵           | ۱۵                  | ۲۰                  |
| ابارش           | بخش مرکزی شهرستان سبزوار | ابارش           | ۱۲۰۰۰          | ۳۰۰            | ۱۲۰          | ۵۰                  | ۴۰۰                 |
| ابراهیمی        | بخش ششتمد شهرستان سبزوار | بلوچخانه        | ۱۳۵۰           | ۰              | ۲۳           | ۵                   | ۱۰                  |
| ابراهیمیان      | بخش ششتمد شهرستان سبزوار | یحیی‌آباد        | ۱۲۵۰           | ۰              | ۲۰           | ۱۷                  | ۲۰                  |
| ابراهیم‌آباد     | بخش ششتمد شهرستان سبزوار | ابراهیم‌آباد     | ۵۰۰۰           | ۱۵۰            | ۶۰           | ۸                   | ۷                   |
| ابگرم           | بخش ششتمد شهرستان سبزوار | یام             | ۱۰۰۰           | ۱۰             | ۱۲           | ۱۲                  | ۵                   |
| ابگیر           | بخش مرکزی شهرستان سبزوار | رازقند          | ۴۰۰            | ۱۲             | ۱۲           | ۴                   | ۳                   |
| احمدآباد        | بخش مرکزی شهرستان سبزوار | کراب            | ۲۴۰۰           | ۴۸             | ۲۰           | ۲۰                  | ۱۵                  |
| احمدیه          | بخش ششتمد شهرستان سبزوار | حسین‌آباد صبوری  | ۴۰۰۰           | ۱۸۰            | ۴۰           | ۹                   | ۷                   |
| احمدیه          | بخش ششتمد شهرستان سبزوار | حسین‌آباد صبوری  | ۴۰۰۰           | ۰              | ۴۰           | ۷                   | ۲۰                  |
| اخون            | بخش ششتمد شهرستان سبزوار | بجدن تکاب       | ۳۰۰            | ۱۵             | ۶            | ۸                   | ۲                   |
| اردیز           | بخش ششتمد شهرستان سبزوار | اردیز           | ۳۵۰            | ۱۵             | ۴            | ۲۱                  | ۲                   |
| ازادمنجیر       | بخش مرکزی شهرستان سبزوار | ازادمنجیر       | ۱۲۰۰۰          | ۱۴۰            | ۱۳۵          | ۸                   | ۱۵                  |
| استاج           | بخش ششتمد شهرستان سبزوار | استاج           | ۹۰۰            | ۲۵             | ۱۲           | ۴                   | ۳                   |
| استرد           | بخش مرکزی شهرستان سبزوار | کسکن            | ۱۰۰۰۰          | ۶۰             | ۲۰۰          | ۲۵                  | ۳۵۰                 |
| اسحاق‌آباد       | بخش مرکزی شهرستان سبزوار | کسکن            | ۸۰۰            | ۸              | ۴۰           | ۴۵                  | ۱۰۰                 |
| اسدامرادی       | بخش ششتمد شهرستان سبزوار | علی‌آباد سیدرحیم | ۱۰۰۰           | ۴۵             | ۰            | ۴                   | ۳                   |
| اشتر            | بخش ششتمد شهرستان سبزوار | ششتمد           | ۱۵۰۰           | ۵۰             | ۳۵           | ۱۲                  | ۱۲                  |
| اشترآباد        | بخش مرکزی شهرستان سبزوار | سنگ سفید        | ۱۵۰۰           | ۵۵             | ۱۸           | ۱۰                  | ۶                   |
| اشتربانی        | بخش ششتمد شهرستان سبزوار | ششتمد           | ۱۰۰۰           | ۴۰             | ۴۰           | ۶                   | ۶                   |
| اصغرآباد        | بخش روداب شهرستان سبزوار | فیلشور          | ۳۰۰۰           | ۳۰             | ۱۷           | ۵                   | ۲                   |
| اصلی            | بخش ششتمد شهرستان سبزوار | دیوانخوی        | ۵۰۰            | ۱۸             | ۱۵           | ۸                   | ۱۵                  |
| اصلی            | بخش ششتمد شهرستان سبزوار | دهنوسلم‌آباد     | ۳۰۰۰           | ۵۵۰            | ۳۷           | ۳                   | ۵۰                  |
| اصلی روستا      | بخش ششتمد شهرستان سبزوار | کلاته بیات      | ۳۲۵            | ۰              | ۳۷           | ۱۰                  | ۰                   |
| اصلی روستا      | بخش ششتمد شهرستان سبزوار | استاج           | ۱۵۵۰           | ۰              | ۷۵           | ۱۰                  | ۱۵                  |
| افضل‌آباد        | بخش مرکزی شهرستان سبزوار | افضل‌آباد        | ۲۰۰۰           | ۷۰             | ۳۰           | ۱۵                  | ۲۷                  |
| اقلیدر          | بخش ششتمد شهرستان سبزوار | گاچ             | ۵۰             | ۵              | ۴            | ۲                   | ۲                   |
| الشکی           | بخش مرکزی شهرستان سبزوار | سلیمانیه        | ۵۰۰            | ۲۵             | ۱۵           | ۱۵                  | ۰                   |
| امبرکه          | بخش ششتمد شهرستان سبزوار | قاسمی           | ۴۰۰            | ۲۰             | ۲۵           | ۳                   | ۳                   |
| امیرآباد        | بخش ششتمد شهرستان سبزوار | تندک            | ۱۴۰۰           | ۴۵             | ۴۰           | ۱۵                  | ۱۵                  |
| انجمد           | بخش ششتمد شهرستان سبزوار | عزیزاباد        | ۱۳۵۰           | ۰              | ۶۵           | ۱۵                  | ۲۰                  |
| انجیلو          | بخش روداب شهرستان سبزوار | بنقن            | ۱۰۰۰           | ۱۲             | ۱۰           | ۱۰                  | ۱۰                  |
| ایزی            | بخش مرکزی شهرستان سبزوار | ایزی            | ۷۵۰۰           | ۰              | ۱۳۰          | ۸                   | ۲۵۰                 |
| باد اشیان       | بخش ششتمد شهرستان سبزوار | باد اشیان       | ۵۰۰            | ۲۰             | ۱۳           | ۱۵                  | ۱۳                  |
| باغ چنار        | بخش مرکزی شهرستان سبزوار | باغ چنار        | ۶۰۰            | ۲۴             | ۱۲           | ۵۰                  | ۳۰                  |
| باغ کاریز       | بخش ششتمد شهرستان سبزوار | استاج           | ۱۰۰۰           | ۴۰             | ۱۰           | ۴                   | ۳                   |
| باغان           | بخش مرکزی شهرستان سبزوار | باغان           | ۷۰۰۰           | ۱۴۰            | ۱۲۰          | ۵۵                  | ۴۲۰                 |
| باغانی          | بخش ششتمد شهرستان سبزوار | استاج           | ۱۲۰۰           | ۴۵             | ۱۵           | ۵                   | ۴                   |
| باغجر           | بخش مرکزی شهرستان سبزوار | باغجر           | ۱۵۰۰           | ۰              | ۱۵           | ۱۰                  | ۷۰                  |
| باغخیرات        | بخش ششتمد شهرستان سبزوار | باغخیرات        | ۶۰۰            | ۱۳             | ۲۵           | ۱۰                  | ۱۰                  |
| بالا            | بخش مرکزی شهرستان سبزوار | برزو            | ۳۵۰            | ۲۵             | ۱۰           | ۳۰                  | ۲۰                  |
| بالای ده        | بخش ششتمد شهرستان سبزوار | بسک             | ۵۵۰            | ۰              | ۱۳           | ۵                   | ۱۰                  |
| بالای ده        | بخش ششتمد شهرستان سبزوار | سریش            | ۸۵۰            | ۰              | ۲۰           | ۵                   | ۷                   |
| بالای ده        | بخش مرکزی شهرستان سبزوار | قره قلی         | ۷۰۰            | ۷۵             | ۱۱           | ۱۵                  | ۵                   |
| بجدن            | بخش ششتمد شهرستان سبزوار | بجدن تکاب       | ۲۵۰۰           | ۱۲۰            | ۱۸           | ۲۳                  | ۲۰                  |
| بجور            | بخش ششتمد شهرستان سبزوار | باغخیرات        | ۳۰۰            | ۱۵             | ۱۵           | ۴                   | ۴                   |
| بخشیدر          | بخش ششتمد شهرستان سبزوار | پادر            | ۳۰۰            | ۱۵             | ۱۲           | ۶                   | ۶                   |
| بخشیدر          | بخش ششتمد شهرستان سبزوار | کلاته بیات      | ۳۲۰            | ۰              | ۳۳           | ۶                   | ۰                   |
| بدر             | بخش ششتمد شهرستان سبزوار | استاج           | ۱۱۰۰           | ۴۰             | ۱۰           | ۵                   | ۴                   |
| براب            | بخش ششتمد شهرستان سبزوار | طرسک            | ۱۰۰            | ۷              | ۲۵           | ۶                   | ۶                   |
| براز پائین      | بخش مرکزی شهرستان سبزوار | رازقند          | ۳۰۰            | ۸              | ۸            | ۵                   | ۷                   |
| برازبالا        | بخش مرکزی شهرستان سبزوار | رازقند          | ۳۰۰            | ۱۰             | ۸            | ۴                   | ۵                   |
| برازوسط         | بخش مرکزی شهرستان سبزوار | رازقند          | ۳۰۰            | ۱۰             | ۱۰           | ۲                   | ۵                   |
| براو            | بخش ششتمد شهرستان سبزوار | طرسک            | ۷۵۰            | ۰              | ۳۰           | ۷                   | ۱۵                  |
| بربی            | بخش ششتمد شهرستان سبزوار | طرزق            | ۲۰۰۰           | ۶۰             | ۴۵           | ۲                   | ۲                   |
| برجک            | بخش مرکزی شهرستان سبزوار | رازقند          | ۳۰۰            | ۱۲             | ۱۵           | ۵                   | ۴                   |
| برخز            | بخش ششتمد شهرستان سبزوار | برخز            | ۸۰۰            | ۲۴             | ۱۹           | ۶                   | ۱۰                  |
| برچی            | بخش ششتمد شهرستان سبزوار | دیوان خوی       | ۲۵۰            | ۸              | ۰            | ۷                   | ۷                   |
| برک آب          | بخش ششتمد شهرستان سبزوار | بهارستان        | ۷۰۰            | ۰              | ۲۰           | ۵                   | ۱۰                  |
| بزمکه           | بخش ششتمد شهرستان سبزوار | علی‌آباد سیدرحیم | ۱۵۰۰           | ۵۰             | ۲۰           | ۴                   | ۷                   |
| بسک             | بخش ششتمد شهرستان سبزوار | بسک             | ۷۵۰            | ۰              | ۲۰           | ۱۰                  | ۱۵                  |
| بسک پا’ین       | بخش ششتمد شهرستان سبزوار | بسک             | ۱۰۰۰           | ۶۰             | ۲۰           | ۶                   | ۹                   |
| بشک             | بخش مرکزی شهرستان سبزوار | رازقند          | ۱۵۰            | ۸              | ۱۲           | ۸                   | ۴                   |
| بغل راه         | بخش ششتمد شهرستان سبزوار | دیوانخوی        | ۳۰۰            | ۱۰             | ۲۲           | ۵                   | ۱۰                  |
| بغل راه         | بخش ششتمد شهرستان سبزوار | قاسمی           | ۳۰۰            | ۰              | ۱۰           | ۵                   | ۱۰                  |
| بغل راه         | بخش ششتمد شهرستان سبزوار | قاسمی           | ۱۳۰۰           | ۰              | ۷۵           | ۵                   | ۱۵                  |
| بغل کوه         | بخش ششتمد شهرستان سبزوار | بسک             | ۱۵۰            | ۰              | ۱۰           | ۳                   | ۱۰                  |
| بلال سفلی       | بخش ششتمد شهرستان سبزوار | ششتمد           | ۶۰۰            | ۱۳             | ۳۰           | ۱۰                  | ۱۲                  |
| بلال علیا       | بخش ششتمد شهرستان سبزوار | ششتمد           | ۵۰۰            | ۴۵             | ۳۳           | ۷                   | ۱۲                  |
| بلزقند          | بخش روداب شهرستان سبزوار | بلزقند          | ۲۰۰۰           | ۱۰۰            | ۱۰           | ۲۰                  | ۱۲                  |
| بم              | بخش روداب شهرستان سبزوار | لندران          | ۱۵۰۰           | ۵۰             | ۱۸           | ۱۵                  | ۱۰                  |
| بنقن            | بخش روداب شهرستان سبزوار | بنقن            | ۲۵۰۰           | ۱۰۰            | ۴۰           | ۳۰                  | ۰                   |
| بهارآباد        | بخش ششتمد شهرستان سبزوار | تندک            | ۳۰۰            | ۱۲             | ۲۵           | ۴                   | ۴                   |
| بهارآباد        | بخش ششتمد شهرستان سبزوار | تندک            | ۳۰۰            | ۰              | ۲۵           | ۵                   | ۱۷                  |
| بهارستان        | بخش ششتمد شهرستان سبزوار | سریش            | ۹۵۰            | ۰              | ۲۳           | ۵                   | ۸                   |
| بهارستان        | بخش ششتمد شهرستان سبزوار | گاچ             | ۳۵۰            | ۱۰             | ۱۵           | ۵                   | ۷                   |
| بهارستان        | بخش ششتمد شهرستان سبزوار | گاچ             | ۴۵۰            | ۰              | ۶۰           | ۱۰                  | ۰                   |
| بهارستان        | بخش ششتمد شهرستان سبزوار | بهارستان        | ۶۵۰            | ۰              | ۱۸           | ۵                   | ۱۰                  |
| بوته کاریز      | بخش مرکزی شهرستان سبزوار | کراب            | ۲۰۰۰           | ۴۰             | ۱۸           | ۲۵                  | ۱۰                  |
| بودروا          | بخش ششتمد شهرستان سبزوار | طرسک            | ۸۰             | ۵              | ۲۰           | ۲                   | ۲                   |
| بور             | بخش روداب شهرستان سبزوار | فضل‌آباد         | ۲۰۰۰           | ۲۰۰            | ۱۲           | ۱۵                  | ۷                   |
| بیدبان          | بخش ششتمد شهرستان سبزوار | طزرق            | ۶۵۰            | ۰              | ۳۰           | ۵                   | ۰                   |
| بیذخ            | بخش ششتمد شهرستان سبزوار | بیذخ            | ۸۵۰            | ۰              | ۲۰           | ۱۰                  | ۳۰                  |
| بیزدور          | بخش ششتمد شهرستان سبزوار | بیزخ            | ۳۵۰            | ۰              | ۴۵           | ۱۵                  | ۵                   |
| بیزدوردهنه      | بخش ششتمد شهرستان سبزوار | باغ خیرات       | ۸۰۰            | ۰              | ۳۸           | ۱۰                  | ۱۵                  |
| بین هلوت        | بخش ششتمد شهرستان سبزوار | هلاک‌آباد        | ۱۰۰۰           | ۰              | ۱۵           | ۳                   | ۲۰                  |
| تخت ده          | بخش مرکزی شهرستان سبزوار | قز              | ۴۰۰            | ۱۰             | ۲۳           | ۱۵                  | ۶۰                  |
| تسبند           | بخش روداب شهرستان سبزوار | تسبند           | ۱۲۰۰۰          | ۶۰             | ۹۰           | ۲۰                  | ۳۰                  |
| تندک            | بخش ششتمد شهرستان سبزوار | تندک            | ۲۰۰۰           | ۴۵             | ۲۰           | ۷                   | ۶                   |
| تنگه            | بخش ششتمد شهرستان سبزوار | طرسک            | ۱۵۰            | ۷              | ۲۵           | ۵                   | ۵                   |
| تنگه            | بخش ششتمد شهرستان سبزوار | طرسک            | ۷۰۰            | ۰              | ۳۵           | ۵                   | ۰                   |
| توتبان          | بخش روداب شهرستان سبزوار | توتبان          | ۱۵۰۰           | ۲۰             | ۱۸           | ۲۰                  | ۶                   |
| توتستانک        | بخش مرکزی شهرستان سبزوار | نجم‌آباد         | ۷۰۰            | ۳۵             | ۶            | ۳                   | ۲۰                  |
| تک آف           | بخش ششتمد شهرستان سبزوار | بیزخ            | ۲۵۵            | ۰              | ۲۵           | ۵                   | ۱۰                  |
| تک سفید         | بخش ششتمد شهرستان سبزوار | پادر            | ۷۰۰            | ۰              | ۱۵           | ۵                   | ۱۵                  |
| تک سفید         | بخش ششتمد شهرستان سبزوار | پادر            | ۳۰۰            | ۸              | ۱۵           | ۵                   | ۳                   |
| تک سفید         | بخش ششتمد شهرستان سبزوار | پادر            | ۹۵۰            | ۰              | ۴۰           | ۱۰                  | ۲۵                  |
| تک هنگ          | بخش ششتمد شهرستان سبزوار | دیوان خوی       | ۱۵۰            | ۸              | ۸            | ۴                   | ۴                   |
| تیغ زرد         | بخش مرکزی شهرستان سبزوار | دهنه سنگ کلیدر  | ۶۰۰            | ۳۰             | ۱۲           | ۱۰                  | ۳۰                  |
| ثقیه            | بخش ششتمد شهرستان سبزوار | ثقیه            | ۱۵۰۰           | ۰              | ۲۵           | ۱۲                  | ۲۰                  |
| جبارآباد        | بخش مرکزی شهرستان سبزوار | خیرآباد         | ۴۰۰            | ۲۰             | ۲۵           | ۲۰                  | ۲۵                  |
| جعفرآباد        | بخش روداب شهرستان سبزوار | لندران          | ۳۰۰            | ۵۰             | ۲۰           | ۱۰                  | ۱۰                  |
| جفتی            | بخش ششتمد شهرستان سبزوار | عزیزاباد        | ۱۵۰۰           | ۳۳             | ۱۳           | ۵                   | ۴                   |
| جلال‌آباد        | بخش مرکزی شهرستان سبزوار | سنگ کلیدر       | ۵۰۰            | ۲۵             | ۱۲           | ۷                   | ۱۰                  |
| جلگه زاوه       | بخش روداب شهرستان سبزوار | فیلشور          | ۱۵۰۰           | ۲۰             | ۱۵           | ۱۵                  | ۶                   |
| جلگه زاوه       | بخش مرکزی شهرستان سبزوار | جلگه زاوه       | ۱۲۰۰۰          | ۲۰۰            | ۱۵۰          | ۳۷                  | ۷۰۰                 |
| جلین            | بخش مرکزی شهرستان سبزوار | جلین            | ۱۰۰۰           | ۱۸۰            | ۷۰           | ۶۰                  | ۶۰۰                 |
| جنبرین          | بخش مرکزی شهرستان سبزوار | بلاش‌آباد        | ۵۰۰            | ۲۰             | ۱۵           | ۱۳                  | ۲۰                  |
| جنت‌آباد         | بخش مرکزی شهرستان سبزوار | گوداسیا         | ۳۵۰            | ۲۰             | ۶۰           | ۶                   | ۹۰                  |
| جنگل            | بخش ششتمد شهرستان سبزوار | استاج           | ۱۴۰۰           | ۰              | ۷۰           | ۵                   | ۱۰                  |
| جوزمال          | بخش روداب شهرستان سبزوار | کلاوشک          | ۵۰۰            | ۲۵             | ۱۵           | ۱۰                  | ۱                   |
| جوزو            | بخش روداب شهرستان سبزوار | لندران          | ۱۱۰۰           | ۷۰             | ۲۲           | ۱۰                  | ۳                   |
| جوقچی           | بخش ششتمد شهرستان سبزوار | طرسک            | ۵۰             | ۷              | ۲۰           | ۸                   | ۸                   |
| حاج ابوالقاسم   | بخش ششتمد شهرستان سبزوار | ششتمد           | ۵۰۰            | ۰              | ۳۵           | ۱۰                  | ۱۵                  |
| حاج شمسا        | بخش مرکزی شهرستان سبزوار | حاج شمسا        | ۷۰۰۰           | ۲۰۰            | ۶۰           | ۴۰                  | ۱۰۰                 |
| حاج علی         | بخش ششتمد شهرستان سبزوار | بجدن            | ۳۰۰            | ۲۰             | ۴            | ۳                   | ۳                   |
| حاجی گوش        | بخش ششتمد شهرستان سبزوار | قلعه میدان      | ۷۰۰            | ۰              | ۰            | ۱۲                  | ۲۰                  |
| حج مزار         | بخش ششتمد شهرستان سبزوار | حج              | ۷۰۰            | ۲۵             | ۱۰           | ۴                   | ۷                   |
| حسن ده          | بخش ششتمد شهرستان سبزوار | جنبذ            | ۵۰۰            | ۳۵             | ۸            | ۲۳                  | ۱۵                  |
| حسن ده          | بخش ششتمد شهرستان سبزوار | جنبز            | ۷۰۰            | ۰              | ۱۰           | ۱۰                  | ۴۰                  |
| حسن ده          | بخش ششتمد شهرستان سبزوار | عزیز‌آباد        | ۸۰۰            | ۲۲             | ۷            | ۴                   | ۳                   |
| حسناباد         | بخش ششتمد شهرستان سبزوار | حسناباد ده زمین | ۱۰۰۰           | ۵۰             | ۲۳           | ۱۰                  | ۶                   |
| حسن‌آباد         | بخش ششتمد شهرستان سبزوار | دیوانخوی        | ۳۵۰            | ۱۲             | ۲۰           | ۷                   | ۱۵                  |
| حسن‌آباد         | بخش مرکزی شهرستان سبزوار | رازقند          | ۱۲۰            | ۶              | ۱۵           | ۱                   | ۱                   |
| حسن‌آباد         | بخش مرکزی شهرستان سبزوار | زعفرانیه        | ۵۰۰۰           | ۱۰۰            | ۸۰           | ۲۵                  | ۱۰۰                 |
| حسن‌آباد         | بخش ششتمد شهرستان سبزوار | حسن‌آباد         | ۶۰۰            | ۳۰             | ۱۸           | ۴۰                  | ۲۰                  |
| حسن‌آباد         | بخش ششتمد شهرستان سبزوار | کیزقان          | ۸۵۰            | ۰              | ۳۵           | ۱۵                  | ۱۵                  |
| حسن‌آباد         | بخش مرکزی شهرستان سبزوار | سنگ سفید        | ۱۵۰۰           | ۴۰             | ۲۵           | ۱۰                  | ۱۰                  |
| حسن‌آباد         | بخش ششتمد شهرستان سبزوار | کیذقان          | ۱۰۰۰           | ۳۵             | ۲۴           | ۴                   | ۵                   |
| حسن‌آباد         | بخش ششتمد شهرستان سبزوار | باد اشیان       | ۱۵۰            | ۰              | ۲۵           | ۸                   | ۱۰                  |
| حسن‌آباد         | بخش ششتمد شهرستان سبزوار | بیزخ            | ۳۵۰            | ۰              | ۴۰           | ۱۰                  | ۲۰                  |
| حسن‌آباد فیض     | بخش ششتمد شهرستان سبزوار | حسن‌آباد         | ۱۱۰۰           | ۰              | ۱۸           | ۱۵                  | ۱۵                  |
| حسین‌آباد        | بخش ششتمد شهرستان سبزوار | پادر            | ۲۵۰            | ۹              | ۱۰           | ۱۲                  | ۱۵                  |
| حسین‌آباد        | بخش ششتمد شهرستان سبزوار | پادر            | ۸۵۰            | ۰              | ۱۸           | ۱۵                  | ۲۰                  |
| حسین‌آباد        | بخش ششتمد شهرستان سبزوار | قلعه میدان      | ۳۵۰            | ۴۰             | ۱۸           | ۳۵                  | ۴۰                  |
| حسین‌آباد        | بخش ششتمد شهرستان سبزوار | حسین‌آباد        | ۱۲۵۰           | ۰              | ۲۵           | ۱۵                  | ۷۵                  |
| حسین‌آباد        | بخش ششتمد شهرستان سبزوار | کیزقان          | ۹۰۰            | ۰              | ۴۰           | ۱۵                  | ۱۵                  |
| حسین‌آباد صبوری  | بخش ششتمد شهرستان سبزوار | حسین‌آباد صبوری  | ۳۰۰۰           | ۱۵۰            | ۴۰           | ۸                   | ۵                   |
| حشمت‌آباد        | بخش ششتمد شهرستان سبزوار | علی‌آباد سیدرحیم | ۱۰۰۰           | ۴۰             | ۱۵           | ۳                   | ۲                   |
| حمدی            | بخش ششتمد شهرستان سبزوار | برازق           | ۷۰۰            | ۰              | ۱۶           | ۷                   | ۱۵                  |
| حمدی            | بخش ششتمد شهرستان سبزوار | برازق           | ۷۰۰            | ۵۰             | ۱۶           | ۵                   | ۷                   |
| حمیره سفلی      | بخش روداب شهرستان سبزوار | حمیره           | ۳۰۰            | ۶۰             | ۴            | ۲۵                  | ۱                   |
| حمیره علیا      | بخش روداب شهرستان سبزوار | حمیره           | ۳۵۰            | ۷۰             | ۷            | ۲                   | ۰                   |
| حیدرآباد        | بخش مرکزی شهرستان سبزوار | دهنه سنگ کلیدر  | ۲۵۰            | ۱۳             | ۱۰           | ۱۰                  | ۶                   |
| حیدربالا        | بخش ششتمد شهرستان سبزوار | اردیز           | ۱۰۰۰           | ۴۰             | ۱۷           | ۴                   | ۴                   |
| حیدربالا        | بخش ششتمد شهرستان سبزوار | اردیز           | ۱۰۰۰           | ۴۰             | ۱۷           | ۵                   | ۳                   |
| خانتایر         | بخش مرکزی شهرستان سبزوار | کراب            | ۳۰۰            | ۸              | ۱۵           | ۵                   | ۵                   |
| خانها           | بخش ششتمد شهرستان سبزوار | ششتمد           | ۷۰۰            | ۱۰             | ۸            | ۸                   | ۹                   |
| خسروجرد         | بخش مرکزی شهرستان سبزوار | خسروجرد         | ۶۰۰۰           | ۰              | ۱۳۰          | ۵۰                  | ۵۰۰                 |
| خطیب            | بخش ششتمد شهرستان سبزوار | باغخیرات        | ۳۰۰            | ۸              | ۱۲           | ۵                   | ۴                   |
| خطیب            | بخش ششتمد شهرستان سبزوار | باغ خیرات       | ۹۵۰            | ۰              | ۴۵           | ۱۵                  | ۳۰                  |
| خلورستان        | بخش مرکزی شهرستان سبزوار | رازقند          | ۸۰۰            | ۲۵             | ۱۶           | ۱۸                  | ۱۵                  |
| خلوری           | بخش مرکزی شهرستان سبزوار | عوض             | ۱۵۰۰           | ۱۰۰            | ۶            | ۱۰                  | ۰                   |
| خنجیدر          | بخش ششتمد شهرستان سبزوار | گاچ             | ۳۸۰            | ۱۰             | ۱۵           | ۳                   | ۲                   |
| خواجه علی       | بخش مرکزی شهرستان سبزوار | سنگ سفید        | ۱۵۰۰           | ۷۰             | ۲۰           | ۱۲                  | ۲                   |
| خوش بالا        | بخش ششتمد شهرستان سبزوار | بهارستان        | ۵۵۰            | ۰              | ۱۳           | ۵                   | ۱۰                  |
| خوشاب           | بخش مرکزی شهرستان سبزوار | جلین            | ۱۴۰۰۰          | ۲۲۰            | ۹۰           | ۴۰                  | ۱۸۰                 |
| خونی            | بخش ششتمد شهرستان سبزوار | باد اشیان       | ۲۵۰            | ۱۵             | ۲۰           | ۴                   | ۳                   |
| خوی دار         | بخش ششتمد شهرستان سبزوار | شامکان          | ۳۵۰۰           | ۸۰             | ۳۰           | ۸                   | ۵۰                  |
| خیرآباد         | بخش مرکزی شهرستان سبزوار | رازقند          | ۴۰۰            | ۱۰             | ۱۵           | ۶                   | ۵                   |
| خیرآباد         | بخش مرکزی شهرستان سبزوار | خیرآباد         | ۲۵۰۰           | ۶۵             | ۴۵           | ۳۰                  | ۵۰۰                 |
| خیرآباد         | بخش ششتمد شهرستان سبزوار | شامکان          | ۹۵۰            | ۰              | ۱۵           | ۱۰                  | ۱۵                  |
| دارین           | بخش روداب شهرستان سبزوار | دارین           | ۲۰۰۰           | ۳۰۰            | ۶۰           | ۶۰                  | ۱۵۰                 |
| داریوش‌آباد      | بخش ششتمد شهرستان سبزوار | عزیز‌آباد        | ۲۰۰۰           | ۱۲۰            | ۱۰           | ۵                   | ۶                   |
| دامغانی         | بخش ششتمد شهرستان سبزوار | باد اشیان       | ۱۰۰            | ۷              | ۱۲           | ۶                   | ۵                   |
| دب قلعه         | بخش مرکزی شهرستان سبزوار | قز              | ۸۰۰            | ۲۰             | ۱۲           | ۱۵                  | ۴۰                  |
| دربند           | بخش ششتمد شهرستان سبزوار | باد اشیان       | ۳۰۰            | ۱۵             | ۱۰           | ۱۰                  | ۸                   |
| درسری           | بخش ششتمد شهرستان سبزوار | باد اشیان       | ۱۰۰            | ۰              | ۷            | ۷                   | ۵                   |
| درقدم           | بخش روداب شهرستان سبزوار | درقدم           | ۳۰۰۰           | ۳۰             | ۱۵           | ۱۲                  | ۵                   |
| دره جوز سفلی    | بخش مرکزی شهرستان سبزوار | سنگ سفید        | ۱۵۰            | ۰              | ۱۲           | ۳                   | ۸                   |
| دره خاتون       | بخش مرکزی شهرستان سبزوار | سلیمانیه        | ۷۰             | ۴              | ۶            | ۱۰                  | ۲۰                  |
| دره سیب         | بخش مرکزی شهرستان سبزوار | سنگ سید         | ۲۵             | ۰              | ۵            | ۲                   | ۳                   |
| دره نی          | بخش مرکزی شهرستان سبزوار | سنگ سفید        | ۱۵۰            | ۱۴             | ۱۲           | ۵                   | ۳                   |
| دره چنار        | بخش مرکزی شهرستان سبزوار | افچنگ           | ۱۰۰            | ۴              | ۶            | ۲                   | ۶                   |
| دره کال         | بخش مرکزی شهرستان سبزوار | سلیمانیه        | ۳۰۰            | ۸              | ۱۲           | ۱                   | ۵                   |
| دره گود         | بخش مرکزی شهرستان سبزوار | باغجر           | ۳۰۰            | ۲۵             | ۱۲           | ۴                   | ۲                   |
| دری سول         | بخش ششتمد شهرستان سبزوار | سریش            | ۷۵۰            | ۰              | ۲۰           | ۵                   | ۱۵                  |
| دلبر            | بخش ششتمد شهرستان سبزوار | تندک            | ۴۰۰            | ۲۰             | ۲۵           | ۵                   | ۱۵                  |
| دلبر            | بخش ششتمد شهرستان سبزوار | اردیز           | ۱۱۰۰           | ۴۵             | ۱۷           | ۵                   | ۷                   |
| دلقند           | بخش مرکزی شهرستان سبزوار | دلقند           | ۶۰۰۰           | ۱۲۰            | ۱۲۰          | ۶۰                  | ۲۴۰                 |
| ده              | بخش مرکزی شهرستان سبزوار | گود چاه         | ۲۰۰۰           | ۱۴۰            | ۱۵           | ۷                   | ۳۰                  |
| ده              | بخش مرکزی شهرستان سبزوار | دهنه سنگ کلیدر  | ۷۰۰            | ۳۵             | ۱۴           | ۲۵                  | ۱۵۰                 |
| ده              | بخش مرکزی شهرستان سبزوار | خسروجرد         | ۱۲۰۰۰          | ۳۰۰            | ۱۵۰          | ۱۵                  | ۱۰۰                 |
| ده              | بخش مرکزی شهرستان سبزوار | سنگ سفید        | ۲۵۰۰           | ۵۰             | ۲۵           | ۲۵                  | ۵۰۰                 |
| ده              | بخش مرکزی شهرستان سبزوار | سدید            | ۲۱۰۰۰          | ۲۵             | ۲۵           | ۲۰                  | ۲۰                  |
| ده              | بخش مرکزی شهرستان سبزوار | کلاته سفید      | ۳۰۰۰           | ۱۵۰            | ۲۰           | ۲۰                  | ۱۷۰                 |
| ده              | بخش مرکزی شهرستان سبزوار | نجم‌آباد         | ۵۰۰            | ۲۵             | ۵            | ۲۰                  | ۱۰۰                 |
| ده              | بخش مرکزی شهرستان سبزوار | عوض             | ۲۰۰۰           | ۸۰             | ۸            | ۲۰                  | ۶۰                  |
| ده              | بخش مرکزی شهرستان سبزوار | دهنه سنگ کلیدر  | ۱۵۰۰           | ۵۰۰            | ۱۲           | ۵۰                  | ۲۰۰                 |
| ده              | بخش مرکزی شهرستان سبزوار | گوداسیا         | ۲۴۰۰۰          | ۱۵۰            | ۱۹۰          | ۱۵۰                 | ۲۰۰۰                |
| ده اصلی         | بخش مرکزی شهرستان سبزوار | کراب            | ۴۰۰۰           | ۴۰             | ۲۰           | ۶۰                  | ۱۰۰                 |
| ده اصلی         | بخش مرکزی شهرستان سبزوار | نوده سرسره      | ۲۰۰۰           | ۴۰             | ۲۵           | ۳۵                  | ۱۵۰                 |
| ده اصلی         | بخش مرکزی شهرستان سبزوار | برزو            | ۲۵۰            | ۲۰             | ۱۵           | ۱۰                  | ۱۶                  |
| ده نو           | بخش مرکزی شهرستان سبزوار | سنگ سفید        | ۳۰             | ۰              | ۶            | ۳                   | ۳                   |
| ده نو           | بخش ششتمد شهرستان سبزوار | باد اشیان       | ۳۰۰            | ۱۵             | ۱۲           | ۶                   | ۵                   |
| ده کسکن         | بخش مرکزی شهرستان سبزوار | کسکن            | ۱۱۰۰۰          | ۸۰             | ۱۷۰          | ۲۰                  | ۱۰۰۰                |
| دهراز           | بخش مرکزی شهرستان سبزوار | قلعه نو         | ۱۰۰۰۰          | ۱۸۰            | ۱۷۰          | ۷۰                  | ۲۰۰                 |
| دهنه            | بخش مرکزی شهرستان سبزوار | عوض             | ۲۰۰            | ۱۰             | ۶            | ۱۵                  | ۱۵                  |
| دهنه            | بخش ششتمد شهرستان سبزوار | باغخیرات        | ۳۰۰            | ۱۰             | ۱۲           | ۵                   | ۴                   |
| دهنه بالا       | بخش مرکزی شهرستان سبزوار | باغجر           | ۵۰۰            | ۴۰             | ۱۲           | ۵                   | ۵                   |
| دهنه حاجی       | بخش مرکزی شهرستان سبزوار | قره قلی         | ۱۵۰            | ۲۰             | ۵            | ۱۰                  | ۰                   |
| دهنو            | بخش مرکزی شهرستان سبزوار | باغجر           | ۵۰۰            | ۴۰             | ۱۲           | ۳                   | ۳                   |
| دهنو            | بخش ششتمد شهرستان سبزوار | طرسک            | ۱۰۰            | ۶              | ۲۰           | ۵                   | ۲۵                  |
| دهنو            | بخش مرکزی شهرستان سبزوار | رازقند          | ۴۰۰            | ۱۰             | ۱۵           | ۵                   | ۱۰                  |
| دهنو            | بخش ششتمد شهرستان سبزوار | طرسک            | ۱۰۰            | ۵              | ۲۰           | ۳                   | ۳                   |
| دیرکاریز        | بخش ششتمد شهرستان سبزوار | قاسمی           | ۶۰۰            | ۱۳             | ۳۰           | ۴                   | ۵                   |
| دین وبید        | بخش ششتمد شهرستان سبزوار | نخبر            | ۵۰۰            | ۳۵             | ۱۵           | ۵                   | ۷                   |
| دیوانخوی        | بخش ششتمد شهرستان سبزوار | دیوانخوی        | ۳۰۰            | ۱۰             | ۱۲           | ۱۰                  | ۸                   |
| ذو              | بخش ششتمد شهرستان سبزوار | استاج           | ۵۰۰            | ۲۰             | ۷            | ۴                   | ۳                   |
| رازقند          | بخش مرکزی شهرستان سبزوار | رازقند          | ۵۰۰            | ۱۷             | ۱۵           | ۸                   | ۱۰                  |
| رباط سرپوش      | بخش مرکزی شهرستان سبزوار | رباط سرپوش      | ۱۵۰۰۰          | ۱۸۰            | ۱۸۰          | ۵۰                  | ۵۰                  |
| ربیعیه          | بخش مرکزی شهرستان سبزوار | ربیعیه          | ۲۰۰۰           | ۳۰             | ۱۴           | ۱۰                  | ۶۰                  |
| روحانی          | بخش ششتمد شهرستان سبزوار | طزرق            | ۲۰۰۰           | ۷۰             | ۴۰           | ۵                   | ۸                   |
| رودخانه برغمد   | بخش مرکزی شهرستان سبزوار | افچنگ           | ۱۵۰            | ۵              | ۱۰           | ۲                   | ۴                   |
| رودخانه نوده    | بخش مرکزی شهرستان سبزوار | افچنگ           | ۳۰۰            | ۷              | ۲۵           | ۲                   | ۲۰                  |
| رور             | بخش مرکزی شهرستان سبزوار | رازقند          | ۴۰۰            | ۱۶             | ۱۵           | ۱۲                  | ۲۵                  |
| روستا           | بخش ششتمد شهرستان سبزوار | باغ خیرات       | ۸۵۰            | ۰              | ۴۰           | ۵                   | ۲۰                  |
| روستا           | بخش مرکزی شهرستان سبزوار | زیدآباد         | ۱۱۰۰۰          | ۳۷۰            | ۱۲۰          | ۵۰                  | ۰                   |
| روستا           | بخش ششتمد شهرستان سبزوار | حسن‌آباد ده زمین | ۹۵۰            | ۰              | ۴۰           | ۲۰                  | ۳۵                  |
| روستا           | بخش مرکزی شهرستان سبزوار | صالح‌آباد        | ۸۰۰۰           | ۱۶۰            | ۱۲۰          | ۶۰                  | ۱۳۵                 |
| روستا           | بخش مرکزی شهرستان سبزوار | کالخونی         | ۵۰۰۰           | ۱۰۰            | ۶۰           | ۲۰                  | ۸۵                  |
| روشن‌آباد        | بخش ششتمد شهرستان سبزوار | روشن‌آباد        | ۴۰۰            | ۰              | ۲۵           | ۳۵                  | ۳۵                  |
| رکن‌آباد         | بخش مرکزی شهرستان سبزوار | سدید            | ۱۵۰            | ۰              | ۵            | ۳                   | ۷                   |
| زاوش            | بخش روداب شهرستان سبزوار | نارستان         | ۱۰۰۰           | ۷۰             | ۸            | ۱۰                  | ۳                   |
| زرد آلوستان     | بخش مرکزی شهرستان سبزوار | کراب            | ۱۵۰۰           | ۰              | ۲۰           | ۱۲                  | ۱۵                  |
| زرشک            | بخش ششتمد شهرستان سبزوار | علی‌آباد سیدرحیم | ۷۰۰            | ۲۵             | ۲۰           | ۳                   | ۳                   |
| زلیدر           | بخش ششتمد شهرستان سبزوار | علی‌آباد سیدرحیم | ۱۲۰۰           | ۶۵             | ۳۰           | ۱۰                  | ۱۰                  |
| زوبری کاریزبا   | بخش مرکزی شهرستان سبزوار | بلاش‌آباد        | ۴۰۰            | ۱۰             | ۱۵           | ۱۰                  | ۱۰                  |
| زیرکال          | بخش ششتمد شهرستان سبزوار | قاسمی           | ۳۵۰            | ۰              | ۱۲           | ۵                   | ۱۵                  |
| زیرینی          | بخش مرکزی شهرستان سبزوار | سنگ سفید        | ۳۰۰            | ۰              | ۱۲           | ۲                   | ۶                   |
| سبه             | بخش ششتمد شهرستان سبزوار | سبه             | ۴۰۰            | ۲۰             | ۱۵           | ۳۰                  | ۳۰                  |
| سراب            | بخش ششتمد شهرستان سبزوار | استاج           | ۱۰۰۰           | ۴۰             | ۲۰           | ۵                   | ۸                   |
| سرداب           | بخش ششتمد شهرستان سبزوار | محمدآباد        | ۳۵۰            | ۰              | ۱۰           | ۵                   | ۱۵                  |
| سرداب           | بخش ششتمد شهرستان سبزوار | پادر            | ۶۵۰            | ۰              | ۱۳           | ۵                   | ۱۲                  |
| سرده            | بخش ششتمد شهرستان سبزوار | ششتمد           | ۷۰۰            | ۲۵             | ۲۵           | ۲۵                  | ۳۰                  |
| سررود           | بخش ششتمد شهرستان سبزوار | عزیزاباد        | ۱۸۰۰           | ۰              | ۶۵           | ۵                   | ۲۵                  |
| سررود           | بخش ششتمد شهرستان سبزوار | سررود           | ۲۰۰۰           | ۳۰             | ۳۰           | ۱۵                  | ۱۵                  |
| سرقبو           | بخش ششتمد شهرستان سبزوار | استاج           | ۰              | ۲۸             | ۸            | ۴                   | ۳                   |
| سرقبون          | بخش روداب شهرستان سبزوار | لندران          | ۲۰۰۰           | ۱۰۰            | ۲۰           | ۱۵                  | ۱۰                  |
| سرچشمه          | بخش ششتمد شهرستان سبزوار | چنار            | ۲۰۰            | ۲۰             | ۱۵           | ۱۰                  | ۱۰                  |
| سریش            | بخش ششتمد شهرستان سبزوار | سریش            | ۹۰۰            | ۲۰             | ۲۵           | ۴                   | ۲۰                  |
| سعادت‌آباد       | بخش ششتمد شهرستان سبزوار | علی‌آباد سیدرحیم | ۸۰۰            | ۲۸             | ۲۰           | ۳                   | ۳                   |
| سعدآباد         | بخش ششتمد شهرستان سبزوار | علی‌آباد سیدرحیم | ۸۰۰            | ۳۰             | ۲۰           | ۳                   | ۲                   |
| سعدآباد         | بخش مرکزی شهرستان سبزوار | سنگ سفید        | ۱۲۰۰           | ۵              | ۱۸           | ۱۰                  | ۱۰                  |
| سفلی            | بخش مرکزی شهرستان سبزوار | عوض             | ۱۷۰۰           | ۰              | ۳۰           | ۱۵                  | ۲۵۰                 |
| سلیمانیه بالا   | بخش مرکزی شهرستان سبزوار | سلیمانیه        | ۱۲۰۰           | ۴۵             | ۱۹           | ۷۰                  | ۴۷                  |
| سلیمانیه سفلی   | بخش مرکزی شهرستان سبزوار | سلیمانیه        | ۱۱۰۰           | ۳۰             | ۳۰           | ۲۰                  | ۴۵                  |
| سلیمانیه علیا   | بخش مرکزی شهرستان سبزوار | سلیمانیه        | ۱۲۰۰           | ۳۲             | ۳۰           | ۱۲                  | ۴۰                  |
| سماقستان        | بخش مرکزی شهرستان سبزوار | رازقند          | ۱۰۰            | ۶              | ۱۰           | ۱۰                  | ۵                   |
| سمع علی         | بخش ششتمد شهرستان سبزوار | اردیز           | ۶۰۰            | ۳۰             | ۲۰           | ۶                   | ۵                   |
| سمعلو           | بخش مرکزی شهرستان سبزوار | سدید            | ۱۵۰۰           | ۴۵             | ۲۰           | ۵                   | ۱۰                  |
| سنجران          | بخش روداب شهرستان سبزوار | سنجران          | ۲۵۰            | ۱۵             | ۵            | ۱۰                  | ۱۰                  |
| سنگینه          | بخش ششتمد شهرستان سبزوار | ششتمد           | ۷۰۰            | ۱۵             | ۲۰           | ۵                   | ۵                   |
| سودآباد         | بخش ششتمد شهرستان سبزوار | سودآباد         | ۱۵۰۰           | ۳۵             | ۲۲           | ۱۲                  | ۱۰                  |
| سیااب           | بخش مرکزی شهرستان سبزوار | رازقند          | ۲۰۰            | ۱۰             | ۵            | ۵                   | ۱                   |
| سیاه دره        | بخش ششتمد شهرستان سبزوار | طرسک            | ۶۵۰            | ۰              | ۳۵           | ۵                   | ۱۰                  |
| سیاه چاه        | بخش ششتمد شهرستان سبزوار | باغ خیرات       | ۹۵۰            | ۰              | ۴۵           | ۱۵                  | ۲۵                  |
| سیاه چاه        | بخش ششتمد شهرستان سبزوار | باغخیرات        | ۵۰۰            | ۱۳             | ۲۵           | ۸                   | ۸                   |
| سید علی         | بخش مرکزی شهرستان سبزوار | سنگ سفید        | ۱۳۰۰           | ۵۰             | ۲۵           | ۶                   | ۵                   |
| سیدآباد         | بخش ششتمد شهرستان سبزوار | باغخیرات        | ۳۰۰            | ۹              | ۸            | ۵                   | ۵                   |
| سیدا            | بخش مرکزی شهرستان سبزوار | ایزی            | ۱۰۰۰           | ۱۵             | ۱۲           | ۲۰                  | ۱۵                  |
| شارک            | بخش روداب شهرستان سبزوار | فیلشور          | ۲۰۰۰           | ۲۰             | ۱۰           | ۱۵                  | ۷                   |
| شامکان          | بخش ششتمد شهرستان سبزوار | شامکان          | ۹۵۰            | ۲۸             | ۲۰           | ۱۲                  | ۲۵                  |
| شایک            | بخش ششتمد شهرستان سبزوار | قلعه میدان      | ۰              | ۴۰             | ۱۵           | ۱۵                  | ۱۵                  |
| شبرنگ           | بخش ششتمد شهرستان سبزوار | طرسک            | ۲۵۰            | ۱۲             | ۳۰           | ۷                   | ۷                   |
| شراوی           | بخش روداب شهرستان سبزوار | لارهنگ          | ۳۰۰            | ۷              | ۷            | ۱۵                  | ۰                   |
| شربی            | بخش ششتمد شهرستان سبزوار | محمدآباد        | ۳۵۰            | ۰              | ۱۲           | ۵                   | ۱۰                  |
| شربی زار        | بخش ششتمد شهرستان سبزوار | بهارستان        | ۵۰۰            | ۰              | ۱۵           | ۵                   | ۱۳                  |
| شردی            | بخش ششتمد شهرستان سبزوار | بیزخ            | ۲۲۰            | ۰              | ۲۰           | ۱۰                  | ۲۵                  |
| شش بیک          | بخش ششتمد شهرستان سبزوار | گاچ             | ۳۲۰            | ۰              | ۳۵           | ۵                   | ۰                   |
| شمسک            | بخش ششتمد شهرستان سبزوار | باغخیرات        | ۲۵۰            | ۸              | ۱۰           | ۴                   | ۴                   |
| شمس‌آباد         | بخش مرکزی شهرستان سبزوار | سدید            | ۱۰۰۰           | ۳۰             | ۲۰           | ۴۰                  | ۲۰                  |
| شمس‌آباد         | بخش ششتمد شهرستان سبزوار | برازق           | ۷۵۰            | ۴۵             | ۱۸           | ۱۰                  | ۱۰                  |
| شمس‌آباد         | بخش روداب شهرستان سبزوار | فیلشور          | ۲۰۰۰           | ۲۰             | ۱۰           | ۱۰                  | ۷                   |
| شکرآباد         | بخش روداب شهرستان سبزوار | شکرآباد         | ۱۵۰۰           | ۳۰             | ۷            | ۱۵                  | ۱۰                  |
| شکلی            | بخش ششتمد شهرستان سبزوار | شامکان          | ۱۳۵۰           | ۴۵             | ۲۷           | ۶                   | ۳۵                  |
| شیخ الاسلامی    | بخش مرکزی شهرستان سبزوار | گرداسیا         | ۲۰۰۰           | ۰              | ۱۸           | ۸                   | ۵                   |
| صالح‌آباد        | بخش مرکزی شهرستان سبزوار | صالح‌آباد        | ۷۰۰۰           | ۰              | ۱۰۵          | ۳                   | ۲۰۰                 |
| صبری            | بخش روداب شهرستان سبزوار | بنقن            | ۱۳۰۰           | ۳۰             | ۲۰           | ۲۰                  | ۱۵                  |
| صومعه           | بخش مرکزی شهرستان سبزوار | صومعه           | ۷۰۰۰           | ۲۰۰            | ۴۵           | ۱۵                  | ۱۰                  |
| طاهری           | بخش ششتمد شهرستان سبزوار | طرزق            | ۷۵۰۰           | ۲۵۰            | ۸۰           | ۱۶                  | ۱۶                  |
| طرسک            | بخش ششتمد شهرستان سبزوار | طرسک            | ۱۰۰            | ۵              | ۱۵           | ۳                   | ۳                   |
| عباس‌آباد        | بخش مرکزی شهرستان سبزوار | دهنه سنگ کلیدر  | ۳۰۰            | ۱۵             | ۹            | ۱۰                  | ۸                   |
| عباس‌آباد        | بخش ششتمد شهرستان سبزوار | چشمه آوش        | ۱۸۰۰           | ۷۰             | ۳۰           | ۶                   | ۶                   |
| عباس‌آباد        | بخش مرکزی شهرستان سبزوار | کلاته آقازاده   | ۱۵۰۰۰          | ۳۰۰            | ۲۰۰          | ۸۰                  | ۱۰۰                 |
| عباس‌آباد        | بخش ششتمد شهرستان سبزوار | بیزخ            | ۳۶۰            | ۰              | ۳۸           | ۵                   | ۱۰                  |
| عزیز‌آباد        | بخش ششتمد شهرستان سبزوار | عزیز‌آباد        | ۱۰۰۰           | ۵۰             | ۱۳           | ۷                   | ۸                   |
| عزیز‌آباد        | بخش روداب شهرستان سبزوار | کلاوشک          | ۱۰۰            | ۸              | ۷            | ۱۰                  | ۰                   |
| عشرت‌آباد        | بخش مرکزی شهرستان سبزوار | سنگ سفید        | ۴۰۰            | ۰              | ۲۰           | ۴                   | ۲۵                  |
| علوی            | بخش ششتمد شهرستان سبزوار | بسک             | ۳۰۰            | ۰              | ۱۵           | ۵                   | ۵                   |
| علوی            | بخش ششتمد شهرستان سبزوار | ششتمد           | ۳۰۰۰           | ۱۰۰            | ۲۰           | ۱۰                  | ۱۰                  |
| علی توری        | بخش ششتمد شهرستان سبزوار | بجدن تکاب       | ۵۰۰            | ۳۵             | ۸            | ۳                   | ۳                   |
| علی روستا       | بخش مرکزی شهرستان سبزوار | افچنگ           | ۲۰۰            | ۴              | ۸            | ۱                   | ۱۰                  |
| علی محمد        | بخش ششتمد شهرستان سبزوار | قاسمی           | ۳۰۰            | ۱۰             | ۱۰           | ۲                   | ۲                   |
| علی کوهی        | بخش ششتمد شهرستان سبزوار | بهارستان        | ۳۵۰            | ۰              | ۱۰           | ۱۲                  | ۸                   |
| علی‌آباد         | بخش ششتمد شهرستان سبزوار | روشن‌آباد        | ۷۵۰            | ۳۵             | ۲۵           | ۱۵                  | ۴۰                  |
| علی‌آباد         | بخش ششتمد شهرستان سبزوار | باد اشیان       | ۱۵۰            | ۰              | ۶            | ۶                   | ۳                   |
| علی‌آباد         | بخش ششتمد شهرستان سبزوار | باد اشیان       | ۱۵۰            | ۱۰             | ۶            | ۳                   | ۳                   |
| علی‌آباد ترکن    | بخش ششتمد شهرستان سبزوار | ترکن            | ۹۵۰            | ۰              | ۱۵           | ۲۰                  | ۲۵                  |
| علی‌آباد رحیم    | بخش ششتمد شهرستان سبزوار | علی‌آباد سیدرحیم | ۱۰۰۰           | ۴۰             | ۲۵           | ۷                   | ۷                   |
| علی‌آباد شور     | بخش مرکزی شهرستان سبزوار | علی‌آباد شور     | ۱۵۰۰۰          | ۳۲۰            | ۱۵۰          | ۲۵                  | ۷۰                  |
| عنابستان        | بخش مرکزی شهرستان سبزوار | کراب            | ۵۰۰            | ۱۷             | ۱۵           | ۷                   | ۱۰                  |
| عنابستان        | بخش مرکزی شهرستان سبزوار | کراب            | ۳۰۰۰           | ۶۰             | ۱۰           | ۱۰                  | ۱۲                  |
| غیاث‌آباد        | بخش مرکزی شهرستان سبزوار | بلاش‌آباد        | ۲۰۰۰           | ۴۰             | ۱۵           | ۲                   | ۱۰                  |
| فریدون          | بخش ششتمد شهرستان سبزوار | علی‌آباد سیدرحیم | ۵۰۰            | ۲۰             | ۵            | ۱                   | ۲                   |
| فضل‌آباد         | بخش روداب شهرستان سبزوار | فضل‌آباد         | ۸۰۰            | ۸۰             | ۱۲           | ۱۵                  | ۵                   |
| فیلشور          | بخش روداب شهرستان سبزوار | فیلشور          | ۲۰۰۰           | ۳              | ۱۸           | ۱۵                  | ۰                   |
| قاسمی           | بخش ششتمد شهرستان سبزوار | قاسمی           | ۹۰۰            | ۴۰             | ۳۰           | ۴                   | ۴                   |
| قبله علیا       | بخش مرکزی شهرستان سبزوار | رازقند          | ۴۰۰            | ۲۰             | ۱۵           | ۶                   | ۶                   |
| قبله‌ای سفلی     | بخش مرکزی شهرستان سبزوار | رازقند          | ۳۰۰            | ۲۰             | ۶            | ۶                   | ۱۰                  |
| قره قلی         | بخش مرکزی شهرستان سبزوار | قره قلی         | ۱۳۰۰           | ۰              | ۱۵           | ۴                   | ۶۵                  |
| قرگردن          | بخش مرکزی شهرستان سبزوار | سلیمانیه        | ۳۰۰            | ۶              | ۱۴           | ۳                   | ۱۵                  |
| قزی             | بخش ششتمد شهرستان سبزوار | طرزق            | ۱۰۰۰           | ۳۰             | ۲۵           | ۴                   | ۲                   |
| قشک             | بخش مرکزی شهرستان سبزوار | رازقند          | ۱۵۰            | ۷              | ۱۲           | ۴                   | ۳                   |
| قل قل           | بخش مرکزی شهرستان سبزوار | رازقند          | ۳۰۰            | ۱۰             | ۱۵           | ۷                   | ۸                   |
| قل قل           | بخش مرکزی شهرستان سبزوار | افچنگ           | ۷۰۰            | ۱۴             | ۳۰           | ۲۵                  | ۸                   |
| قل ویجه         | بخش ششتمد شهرستان سبزوار | طرسک            | ۲۰۰            | ۱۰             | ۲۵           | ۴                   | ۵                   |
| قل گردن         | بخش مرکزی شهرستان سبزوار | رازقند          | ۱۵۰            | ۷              | ۱۲           | ۴                   | ۲                   |
| قلعه دزدان      | بخش مرکزی شهرستان سبزوار | باغجر           | ۵۰۰            | ۴۵             | ۱۰           | ۱۰                  | ۳                   |
| قلعه دزدان      | بخش مرکزی شهرستان سبزوار | باغجر           | ۵۰۰            | ۴۲             | ۱۰           | ۳                   | ۳                   |
| قلعه چوق        | بخش ششتمد شهرستان سبزوار | کلاته تیرکمان   | ۱۵۰            | ۶              | ۱۰           | ۲۵                  | ۰                   |
| قنات بجرن       | بخش ششتمد شهرستان سبزوار | بجرن            | ۱۸۰۰           | ۰              | ۳۰           | ۱۵                  | ۲۵                  |
| قنات بلوچخانه   | بخش ششتمد شهرستان سبزوار | بلوچخانه        | ۱۵۰۰           | ۰              | ۲۰           | ۱۰                  | ۱۵                  |
| قنات تندک       | بخش ششتمد شهرستان سبزوار | تندک            | ۲۰۰۰           | ۰              | ۲۰           | ۷                   | ۲۰                  |
| قنات روستا      | بخش ششتمد شهرستان سبزوار | هلاک‌آباد        | ۱۷۰۰           | ۰              | ۱۸           | ۷                   | ۸                   |
| قنات نخبر       | بخش ششتمد شهرستان سبزوار | نخبر            | ۷۰۰            | ۰              | ۷۰           | ۳                   | ۱۳                  |
| قوطی            | بخش مرکزی شهرستان سبزوار | دهنه سنگ کلیدر  | ۱۰۰            | ۱۰             | ۵            | ۱۰                  | ۱۰                  |
| لارهنگ          | بخش روداب شهرستان سبزوار | لارهنگ          | ۲۰۰۰           | ۲۰             | ۱۲           | ۲۰                  | ۱۰                  |
| لجد             | بخش ششتمد شهرستان سبزوار | استاج           | ۱۳۵۰           | ۰              | ۸۰           | ۵                   | ۱۰                  |
| لخ لخ‌آباد       | بخش مرکزی شهرستان سبزوار | رازقند          | ۳۰۰            | ۱۰             | ۱۲           | ۳                   | ۶                   |
| لقرده           | بخش ششتمد شهرستان سبزوار | علی‌آباد سیدرحیم | ۱۵۰۰           | ۴۵             | ۲۰           | ۵                   | ۰                   |
| لندران سفلی     | بخش روداب شهرستان سبزوار | فضل‌آباد         | ۲۰۰۰           | ۲۳             | ۱۴           | ۲۰                  | ۱۵                  |
| لندران علیا     | بخش روداب شهرستان سبزوار | لندران          | ۱۴۰۰           | ۴۰             | ۱۸           | ۲۰                  | ۱۸                  |
| مج              | بخش ششتمد شهرستان سبزوار | مج              | ۱۵۰۰           | ۰              | ۷۵           | ۱۳                  | ۱۵                  |
| محله در         | بخش مرکزی شهرستان سبزوار | افچنگ           | ۲۵۰            | ۶              | ۱۵           | ۲                   | ۳۰                  |
| محمد نیکفر      | بخش مرکزی شهرستان سبزوار | رازقند          | ۱۲۰            | ۱۲             | ۱۰           | ۴                   | ۱                   |
| محمدآباد        | بخش ششتمد شهرستان سبزوار | روشن‌آباد        | ۷۰۰            | ۳۰             | ۲۵           | ۲۰                  | ۱۵                  |
| محمدآباد        | بخش ششتمد شهرستان سبزوار | محمدآباد        | ۳۵۰            | ۰              | ۱۲           | ۱۲                  | ۱۵                  |
| محمدآباد        | بخش ششتمد شهرستان سبزوار | عزیز‌آباد        | ۱۵۰۰           | ۴۰             | ۱۵           | ۶                   | ۵                   |
| محمدآباد        | بخش ششتمد شهرستان سبزوار | اردیز           | ۱۰۰۰           | ۲۵             | ۲۰           | ۸                   | ۸                   |
| محمدآباد فیضی   | بخش مرکزی شهرستان سبزوار | محمدآباد فیضی   | ۲۰۰۰           | ۰              | ۲۵           | ۶                   | ۵۰                  |
| مخ              | بخش روداب شهرستان سبزوار | کاشک            | ۲۰۰۰           | ۲۴۰            | ۲۵           | ۲۰                  | ۹                   |
| مرده شورخانه    | بخش مرکزی شهرستان سبزوار | افچنگ           | ۵۰۰            | ۱۲             | ۱۸           | ۲۵                  | ۸                   |
| مزرعه محمدرضا   | بخش مرکزی شهرستان سبزوار | سنگ سفید        | ۳۵۰            | ۰              | ۱۵           | ۱                   | ۱۵                  |
| مستدعی          | بخش روداب شهرستان سبزوار | لارهنگ          | ۳۰۰            | ۸              | ۱۵           | ۱۵                  | ۱                   |
| مشک             | بخش روداب شهرستان سبزوار | فیلشور          | ۳۰۰            | ۱۰             | ۷            | ۱۰                  | ۲                   |
| مقاطعه          | بخش ششتمد شهرستان سبزوار | ششتمد           | ۹۰۰            | ۲۵۰            | ۳۰           | ۱۲                  | ۸                   |
| مقنبر           | بخش مرکزی شهرستان سبزوار | افچنگ           | ۱۵۰۰           | ۲۵             | ۲۵           | ۱۰                  | ۳۰                  |
| ملوند           | بخش روداب شهرستان سبزوار | ملوند           | ۸۰۰۰           | ۱۲۰            | ۲۰۰          | ۳۰                  | ۱۰۰                 |
| منصوری          | بخش ششتمد شهرستان سبزوار | جنبذ            | ۱۰۰۰           | ۶۰             | ۱۲           | ۴۰                  | ۳۰                  |
| منصوری          | بخش ششتمد شهرستان سبزوار | جنبز            | ۸۵۰            | ۰              | ۳۳           | ۱۵                  | ۳۵                  |
| منصوری          | بخش ششتمد شهرستان سبزوار | عزیز‌آباد        | ۱۰۰۰           | ۲۵             | ۱۰           | ۴                   | ۳                   |
| مهر شاهی        | بخش ششتمد شهرستان سبزوار | مهر شاهی        | ۲۰۰۰           | ۶۰             | ۰            | ۵۰                  | ۰                   |
| مهینگ           | بخش مرکزی شهرستان سبزوار | بلاش‌آباد        | ۵۰۰            | ۲۵             | ۱۵           | ۱۲                  | ۲۰                  |
| میان‌آباد        | بخش ششتمد شهرستان سبزوار | استاج           | ۱۰۰۰           | ۵۰             | ۱۲           | ۴                   | ۴                   |
| میرزااقا        | بخش مرکزی شهرستان سبزوار | سدید            | ۲۰۰            | ۰              | ۷            | ۴                   | ۱۲                  |
| میرزاحسن        | بخش ششتمد شهرستان سبزوار | اردیز           | ۵۰۰            | ۷              | ۵            | ۵                   | ۳                   |
| میچک            | بخش ششتمد شهرستان سبزوار | قلعه میدان      | ۲۵۰            | ۳۵             | ۱۵           | ۳۵                  | ۲۵                  |
| ناده            | بخش ششتمد شهرستان سبزوار | کیذقان          | ۱۵۰۰           | ۴۰             | ۲۵           | ۱۷                  | ۱۲                  |
| ناده            | بخش ششتمد شهرستان سبزوار | ششتمد           | ۷۰۰            | ۲۵             | ۲۵           | ۵                   | ۶                   |
| ناده            | بخش ششتمد شهرستان سبزوار | باد اشیان       | ۱۴۰            | ۷              | ۱۳           | ۶                   | ۵                   |
| نارستان         | بخش روداب شهرستان سبزوار | نارستان         | ۲۰۰۰           | ۱۰۰            | ۶            | ۲۰                  | ۷                   |
| نانک            | بخش ششتمد شهرستان سبزوار | عزیز‌آباد        | ۱۲۰۰           | ۴۰             | ۱۲           | ۵                   | ۳                   |
| نبوان           | بخش ششتمد شهرستان سبزوار | ششتمد           | ۱۰۰            | ۷              | ۷            | ۴                   | ۵                   |
| نبیدر           | بخش مرکزی شهرستان سبزوار | رازقند          | ۳۰۰            | ۱۰             | ۱۰           | ۶                   | ۵                   |
| نزل‌آباد         | بخش مرکزی شهرستان سبزوار | نزل‌آباد         | ۹۰۰۰           | ۲۰۰            | ۹۰           | ۴۰                  | ۱۰۰                 |
| نو کاریز        | بخش ششتمد شهرستان سبزوار | ششتمد           | ۱۰۰۰           | ۱۸۰            | ۲۵           | ۱۳                  | ۱۰                  |
| نواباد          | بخش مرکزی شهرستان سبزوار | خسروجرد         | ۱۰۰۰۰          | ۲۰۰            | ۱۵۰          | ۲۵                  | ۲۵                  |
| نواباد          | بخش ششتمد شهرستان سبزوار | شامکان          | ۱۴۵۰           | ۰              | ۳۵           | ۱۵                  | ۵۰                  |
| نوار            | بخش ششتمد شهرستان سبزوار | سریش            | ۹۵۰            | ۰              | ۲۳           | ۵                   | ۱۰                  |
| نوبهار          | بخش ششتمد شهرستان سبزوار | نوبهار          | ۸۵۰            | ۰              | ۱۷           | ۱۲                  | ۵۵                  |
| نوبهار سفلی     | بخش ششتمد شهرستان سبزوار | نوبهار          | ۷۵۰            | ۰              | ۱۳           | ۱۰                  | ۴۰                  |
| نوبهار علیا     | بخش ششتمد شهرستان سبزوار | نوبهار          | ۷۰۰            | ۰              | ۱۵           | ۱۲                  | ۴۰                  |
| نورآباد         | بخش روداب شهرستان سبزوار | نورآباد         | ۱۰۰۰           | ۷۰             | ۱۰           | ۱۰                  | ۷                   |
| نوروزعلی        | بخش ششتمد شهرستان سبزوار | کلاته بیات      | ۲۲۰            | ۰              | ۲۵           | ۵                   | ۰                   |
| نوکاریز         | بخش مرکزی شهرستان سبزوار | کراب            | ۲۰۰۰           | ۴۰             | ۰            | ۳۰                  | ۳۰                  |
| نگرو            | بخش ششتمد شهرستان سبزوار | طرسک            | ۱۵۰            | ۸              | ۱۵           | ۳                   | ۲                   |
| نیستان          | بخش ششتمد شهرستان سبزوار | علی‌آباد سیدرحیم | ۹۰۰            | ۴۵             | ۱۵           | ۶                   | ۵                   |
| هاشم‌آباد        | بخش مرکزی شهرستان سبزوار | هاشم‌آباد        | ۹۰۰۰           | ۹۰             | ۹۰           | ۵۰                  | ۱۵۰                 |
| هاشم‌آباد        | بخش ششتمد شهرستان سبزوار | استاج           | ۵۰۰            | ۲۵             | ۱۲           | ۵                   | ۳                   |
| هاوکرد          | بخش روداب شهرستان سبزوار | لارهنگ          | ۵۰۰            | ۱۰             | ۱۰           | ۱۵                  | ۰                   |
| هلاک‌آباد        | بخش ششتمد شهرستان سبزوار | هلاک‌آباد        | ۱۳۰۰           | ۴۵             | ۱۷           | ۱۰                  | ۶                   |
| همایی پائین     | بخش روداب شهرستان سبزوار | همایی           | ۱۵۰۰           | ۱۵             | ۸            | ۱۵                  | ۷                   |
| همت‌آباد         | بخش ششتمد شهرستان سبزوار | گاچ             | ۳۵۰            | ۳۵             | ۱۵           | ۱۳                  | ۶                   |
| پائین ده        | بخش مرکزی شهرستان سبزوار | قره قلی         | ۳۰۰            | ۳۰             | ۱۱           | ۲۰                  | ۵۰                  |
| پائین ده        | بخش ششتمد شهرستان سبزوار | ششتمد           | ۵۰۰            | ۱۱             | ۱۸           | ۱۵                  | ۱۵                  |
| پائین ده        | بخش ششتمد شهرستان سبزوار | بهارستان        | ۵۵۰            | ۰              | ۱۵           | ۱۰                  | ۲۰                  |
| پادر            | بخش ششتمد شهرستان سبزوار | پادر            | ۵۰۰            | ۱۵             | ۱۵           | ۵                   | ۲                   |
| پشت آب قبله     | بخش مرکزی شهرستان سبزوار | رازقند          | ۲۰۰            | ۱۵             | ۱۲           | ۴                   | ۶                   |
| پشت ده          | بخش ششتمد شهرستان سبزوار | کلاته بیات      | ۳۱۵            | ۰              | ۳۵           | ۵                   | ۵                   |
| پشته دمبرو      | بخش روداب شهرستان سبزوار | درقدم           | ۷۰۰            | ۱۷             | ۲۵           | ۵                   | ۴۰                  |
| پشته عباس       | بخش روداب شهرستان سبزوار | پشته عباس       | ۶۰۰۰           | ۱۳۰            | ۸۰           | ۱۵                  | ۰                   |
| پلدره           | بخش ششتمد شهرستان سبزوار | طرسک            | ۳۰۰            | ۱۵             | ۳۰           | ۳                   | ۳                   |
| پند در          | بخش روداب شهرستان سبزوار | سرنیش           | ۱۳۰۰           | ۵۵             | ۱۷           | ۷                   | ۲۷                  |
| پی قلعه         | بخش ششتمد شهرستان سبزوار | طرسک            | ۷۵۰            | ۰              | ۴۰           | ۵                   | ۱۰                  |
| پی قلعه         | بخش ششتمد شهرستان سبزوار | قاسمی           | ۱۴۰۰           | ۰              | ۷۰           | ۵                   | ۲۰                  |
| پیکان           | بخش ششتمد شهرستان سبزوار | البلاغ          | ۶۰۰            | ۳۰             | ۱۸           | ۲۵                  | ۱۰                  |
| چبلوره          | بخش ششتمد شهرستان سبزوار | هدک‌آباد         | ۱۷۰۰           | ۷۰             | ۱۸           | ۷                   | ۶                   |
| چشمه باغ        | بخش ششتمد شهرستان سبزوار | تندک            | ۱۲۰            | ۹              | ۱۰           | ۳                   | ۴                   |
| چشمه باغ        | بخش ششتمد شهرستان سبزوار | تندک            | ۱۲۰            | ۰              | ۱۰           | ۴                   | ۱۲                  |
| چشمه خاره       | بخش مرکزی شهرستان سبزوار | سلیمانیه        | ۳۵۰            | ۰              | ۱۷           | ۵                   | ۱۵                  |
| چشمه سیاه       | بخش ششتمد شهرستان سبزوار | طرسک            | ۲۰۰            | ۲۰             | ۳۰           | ۵                   | ۵                   |
| چشمه عزیز       | بخش مرکزی شهرستان سبزوار | دهنه سنگ کلیدر  | ۱۵۰            | ۱۳             | ۶            | ۵                   | ۴                   |
| چشمه محمد       | بخش روداب شهرستان سبزوار | فیلشور          | ۱۰۰            | ۳              | ۵            | ۳                   | ۱                   |
| چشمه یرقه       | بخش مرکزی شهرستان سبزوار | رازقند          | ۱۵۰            | ۸              | ۱۰           | ۴                   | ۲                   |
| کاریز           | بخش ششتمد شهرستان سبزوار | حسناباد ده زمین | ۵۰۰            | ۳۵             | ۱۵           | ۴                   | ۳                   |
| کاریز           | بخش ششتمد شهرستان سبزوار | ششتمد           | ۴۰۰            | ۱۶             | ۱۵           | ۱۵                  | ۱۵                  |
| کاریز           | بخش ششتمد شهرستان سبزوار | پادر            | ۲۵۰            | ۸              | ۷            | ۵                   | ۵                   |
| کاشک            | بخش روداب شهرستان سبزوار | کاشک            | ۱۵۰۰           | ۱۵۰            | ۱۶           | ۱۵                  | ۵                   |
| کاشک            | بخش ششتمد شهرستان سبزوار | کاشک            | ۷۰۰۰           | ۲۹۰            | ۲۵           | ۱۲                  | ۹                   |
| کاظم خیرآباد ی  | بخش مرکزی شهرستان سبزوار | سلیمانیه        | ۸۰             | ۳              | ۸            | ۱                   | ۵                   |
| کال رنگ آب      | بخش ششتمد شهرستان سبزوار | علی‌آباد سیدرحیم | ۱۰۰۰           | ۴۰             | ۱۵           | ۴                   | ۳                   |
| کال گز          | بخش روداب شهرستان سبزوار | بنقن            | ۱۰۰۰           | ۱۰             | ۱۰           | ۲۰                  | ۱۵                  |
| کجیدر           | بخش ششتمد شهرستان سبزوار | گاچ             | ۳۰۰            | ۸              | ۱۳           | ۳                   | ۲                   |
| کدخدا           | بخش مرکزی شهرستان سبزوار | افچنگ           | ۵۰۰            | ۱۰             | ۳۰           | ۲۵                  | ۸                   |
| کر سفید         | بخش مرکزی شهرستان سبزوار | دهنه سنگ کلیدر  | ۱۲۰۰           | ۳۰             | ۱۴           | ۱۰                  | ۱۰                  |
| کراب            | بخش ششتمد شهرستان سبزوار | علی‌آباد سیدرحیم | ۱۰۰۰           | ۳۵             | ۱۵           | ۶                   | ۵                   |
| کرجاو           | بخش ششتمد شهرستان سبزوار | بیزخ            | ۲۱۰            | ۰              | ۲۲           | ۵                   | ۲۰                  |
| کرجی            | بخش ششتمد شهرستان سبزوار | برازق           | ۸۰۰            | ۶۰             | ۱۷           | ۹                   | ۸                   |
| کرد دره         | بخش مرکزی شهرستان سبزوار | سنگ سفید        | ۱۵۰            | ۰              | ۱۲           | ۲                   | ۴                   |
| کروج            | بخش مرکزی شهرستان سبزوار | خیرآباد         | ۳۰۰۰           | ۷۵             | ۴۵           | ۴۰                  | ۱۰۰                 |
| کریم‌آباد        | بخش مرکزی شهرستان سبزوار | کریم‌آباد        | ۳۰۰۰           | ۷۵             | ۵۰           | ۱۵                  | ۲۰                  |
| کشتی یاسر       | بخش مرکزی شهرستان سبزوار | افچنگ           | ۵۰۰            | ۲۰             | ۱۲           | ۱۵                  | ۵۰                  |
| کشلیدر سفلی     | بخش مرکزی شهرستان سبزوار | سدید            | ۳۵۰            | ۰              | ۷            | ۳                   | ۲۵                  |
| کشلیدر علیا     | بخش مرکزی شهرستان سبزوار | سدید            | ۶۰۰            | ۰              | ۱۰           | ۶                   | ۱۵                  |
| کلاته           | بخش ششتمد شهرستان سبزوار | طرسک            | ۲۰۰            | ۱۰             | ۳۰           | ۵                   | ۵                   |
| کلاته آهنگران   | بخش مرکزی شهرستان سبزوار | رازقند          | ۳۰۰            | ۳۰             | ۱۰           | ۵                   | ۵                   |
| کلاته النگار    | بخش مرکزی شهرستان سبزوار | باغجر           | ۵۰۰            | ۴۵             | ۱۲           | ۳                   | ۴                   |
| کلاته باغ       | بخش مرکزی شهرستان سبزوار | سنگ سفید        | ۴۰۰            | ۱۳             | ۱۵           | ۸                   | ۷                   |
| کلاته بالا      | بخش مرکزی شهرستان سبزوار | بلاش‌آباد        | ۱۵۰۰           | ۲۵             | ۲۰           | ۸                   | ۱۰                  |
| کلاته بالا      | بخش ششتمد شهرستان سبزوار | باد اشیان       | ۳۵             | ۰              | ۸            | ۶                   | ۴                   |
| کلاته بالا      | بخش مرکزی شهرستان سبزوار | باغچر           | ۳۰۰            | ۰              | ۸            | ۵                   | ۷                   |
| کلاته بیدبان    | بخش ششتمد شهرستان سبزوار | طزرق            | ۷۰۰            | ۰              | ۴۰           | ۳                   | ۵                   |
| کلاته تقی خان   | بخش روداب شهرستان سبزوار | کلاوشک          | ۵۰۰            | ۱۵             | ۱۲           | ۲۰                  | ۱                   |
| کلاته توت       | بخش مرکزی شهرستان سبزوار | سنگ سفید        | ۷۰             | ۰              | ۸۵           | ۱                   | ۱۵                  |
| کلاته جنگل      | بخش ششتمد شهرستان سبزوار | قندک            | ۳۰۰            | ۰              | ۱۵           | ۵                   | ۵                   |
| کلاته حاج علی   | بخش روداب شهرستان سبزوار | فیلشور          | ۲۰۰۰           | ۲۰             | ۱۵           | ۱۰                  | ۵                   |
| کلاته حاجیها    | بخش مرکزی شهرستان سبزوار | باغجر           | ۷۰۰            | ۲۵             | ۱۳           | ۳۵                  | ۰                   |
| کلاته حاج‌آباد   | بخش مرکزی شهرستان سبزوار | باغجر           | ۳۰۰            | ۲۵             | ۱۲           | ۳                   | ۳                   |
| کلاته حسن       | بخش ششتمد شهرستان سبزوار | باد اشیان       | ۳۰             | ۳              | ۳            | ۴                   | ۳                   |
| کلاته حسن احمد  | بخش مرکزی شهرستان سبزوار | افچنگ           | ۵۰۰            | ۲۵             | ۱۵           | ۱۰                  | ۱۰                  |
| کلاته حسن‌آباد   | بخش مرکزی شهرستان سبزوار | کراب            | ۲۰۰            | ۶              | ۱۵           | ۶                   | ۵                   |
| کلاته خروگرد    | بخش روداب شهرستان سبزوار | خروگرد          | ۵۰۰            | ۸              | ۱۰           | ۲۰                  | ۱۰                  |
| کلاته خیرنگ     | بخش مرکزی شهرستان سبزوار | باغچر           | ۶۰۰            | ۰              | ۱۳           | ۳                   | ۱۲                  |
| کلاته دارین     | بخش مرکزی شهرستان سبزوار | باغجر           | ۴۰۰            | ۳۵             | ۱۰           | ۲۵                  | ۵                   |
| کلاته دره جوز   | بخش مرکزی شهرستان سبزوار | سنگ سفید        | ۵۰۰            | ۲۵             | ۱۲           | ۴                   | ۲                   |
| کلاته دره گود   | بخش مرکزی شهرستان سبزوار | باغجر           | ۳۰۰            | ۲۵             | ۱۲           | ۴                   | ۰                   |
| کلاته ده نو     | بخش مرکزی شهرستان سبزوار | باغچر           | ۶۰۰            | ۰              | ۱۳           | ۲                   | ۱۵                  |
| کلاته سادات     | بخش ششتمد شهرستان سبزوار | کلاته سادات     | ۱۰۰۰           | ۴۵             | ۳۵           | ۱۱                  | ۸                   |
| کلاته سمورشاه   | بخش مرکزی شهرستان سبزوار | کراب            | ۱۵۰۰           | ۴۰             | ۲۵           | ۸                   | ۱۵                  |
| کلاته سومه      | بخش مرکزی شهرستان سبزوار | سنگ سفید        | ۵۰۰            | ۲۰             | ۱۸           | ۸                   | ۰                   |
| کلاته شاه توت   | بخش ششتمد شهرستان سبزوار | قندک            | ۳۵۰            | ۰              | ۱۲           | ۵                   | ۵                   |
| کلاته صادق      | بخش ششتمد شهرستان سبزوار | قندک            | ۳۵۰            | ۰              | ۱۲           | ۵                   | ۵                   |
| کلاته عزیزخانی  | بخش مرکزی شهرستان سبزوار | باغجر           | ۵۰۰            | ۴۳             | ۱۲           | ۲۰                  | ۱۰                  |
| کلاته عوض       | بخش ششتمد شهرستان سبزوار | طرسک            | ۶۰             | ۴              | ۱۰           | ۵                   | ۳                   |
| کلاته عیسایی    | بخش مرکزی شهرستان سبزوار | گود آسیا        | ۴۰۰            | ۲۰             | ۵۰           | ۸                   | ۲۲                  |
| کلاته غیب       | بخش روداب شهرستان سبزوار | کلاته میرعلی    | ۷۰۰۰           | ۲۵۰            | ۳۰           | ۲۰                  | ۱۵                  |
| کلاته قاسم      | بخش مرکزی شهرستان سبزوار | رازقند          | ۱۵۰            | ۷              | ۱۰           | ۵                   | ۱                   |
| کلاته قرو       | بخش ششتمد شهرستان سبزوار | طرزق            | ۱۵۰۰           | ۴۵             | ۳۰           | ۴                   | ۳                   |
| کلاته محمدآباد  | بخش ششتمد شهرستان سبزوار | محمدآباد        | ۳۵۰            | ۰              | ۱۳           | ۸                   | ۱۰                  |
| کلاته مراد      | بخش مرکزی شهرستان سبزوار | قره قلی         | ۳۰۰            | ۰              | ۱۰           | ۱۰                  | ۰                   |
| کلاته مرادعلی   | بخش ششتمد شهرستان سبزوار | قندک            | ۲۵۰            | ۰              | ۱۳           | ۷                   | ۱۰                  |
| کلاته ملک       | بخش ششتمد شهرستان سبزوار | باد اشیان       | ۸۰             | ۰              | ۶            | ۷                   | ۴                   |
| کلاته ملک       | بخش ششتمد شهرستان سبزوار | باد اشیان       | ۸۰             | ۱۰             | ۶            | ۴                   | ۳                   |
| کلاته میرزائی   | بخش ششتمد شهرستان سبزوار | قاسمی           | ۴۵۰            | ۰              | ۱۳           | ۱۰                  | ۱۲                  |
| کلاته میرعلی    | بخش روداب شهرستان سبزوار | کلاته میرعلی    | ۱۲۰۰۰          | ۱۷۰            | ۴۰           | ۵۰                  | ۵۰                  |
| کلاته نخبر      | بخش ششتمد شهرستان سبزوار | نخبر            | ۳۵۰            | ۰              | ۱۲           | ۳                   | ۱۰                  |
| کلاته نو        | بخش ششتمد شهرستان سبزوار | بسک             | ۱۰۰۰           | ۳۰             | ۲۰           | ۵                   | ۵                   |
| کلاته نو روستا  | بخش ششتمد شهرستان سبزوار | بهارستان        | ۶۰۰            | ۰              | ۱۷           | ۵                   | ۱۵                  |
| کلاته نوبهار    | بخش ششتمد شهرستان سبزوار | کلاته نوبهار    | ۱۳۵۰           | ۰              | ۲۵           | ۱۵                  | ۷۰                  |
| کلاته پسیاب     | بخش مرکزی شهرستان سبزوار | افچنگ           | ۸۰             | ۳              | ۶            | ۱                   | ۲                   |
| کلاته چنار      | بخش مرکزی شهرستان سبزوار | دهنه سنگ کلیدر  | ۱۵۰            | ۰              | ۵            | ۱۲                  | ۸                   |
| کلاته کلاه باغا | بخش مرکزی شهرستان سبزوار | باغجر           | ۷۰۰            | ۴۰             | ۱۵           | ۳۰                  | ۵                   |
| کلاته گر        | بخش مرکزی شهرستان سبزوار | افچنگ           | ۲۰۰            | ۴              | ۶            | ۱                   | ۵                   |
| کلاوشک          | بخش روداب شهرستان سبزوار | کلاوشک          | ۴۰۰            | ۱۲             | ۱۱           | ۱۰                  | ۱۵                  |
| کلاوشک          | بخش ششتمد شهرستان سبزوار | کلاوشک          | ۸۰۰۰           | ۲۵۰            | ۳۰           | ۱۳                  | ۱۴                  |
| کلاوی           | بخش روداب شهرستان سبزوار | کلاوی           | ۲۰۰۰           | ۶۰             | ۵            | ۱۰                  | ۷                   |
| کلم             | بخش ششتمد شهرستان سبزوار | هلاک‌آباد        | ۱۰۰۰           | ۵۰             | ۱۵           | ۵                   | ۵                   |
| کمند بینی       | بخش روداب شهرستان سبزوار | کلاوشک          | ۵۰۰۰           | ۲۰۰            | ۳۰           | ۲۰                  | ۱۰                  |
| کمند سفلی       | بخش روداب شهرستان سبزوار | کلاوشک          | ۵۰۰            | ۲۰             | ۲۰           | ۲۰                  | ۱۵                  |
| کمند علیا       | بخش روداب شهرستان سبزوار | کلاوشک          | ۱۰۰۰           | ۲۰             | ۲۵           | ۱۵                  | ۸                   |
| کهن آب          | بخش مرکزی شهرستان سبزوار | کلاته سفید      | ۱۰۰۰۰          | ۲۰۰            | ۱۵۰          | ۷۵                  | ۱۰۰                 |
| کوت             | بخش روداب شهرستان سبزوار | درقدم           | ۶۰۰            | ۳۰             | ۲۰           | ۲۰                  | ۱۰                  |
| کوراچاهه        | بخش مرکزی شهرستان سبزوار | رازقند          | ۴۰۰            | ۱۰             | ۱۵           | ۴                   | ۸                   |
| کوه دشت         | بخش ششتمد شهرستان سبزوار | قاسمی           | ۳۵۰            | ۰              | ۱۳           | ۵                   | ۱۰                  |
| کوه شیشک        | بخش مرکزی شهرستان سبزوار | سنگ سفید        | ۶۰             | ۰              | ۶            | ۲                   | ۴                   |
| کوه چدن         | بخش مرکزی شهرستان سبزوار | سنگ سفید        | ۵۰             | ۰              | ۵            | ۱                   | ۳                   |
| کیذقان          | بخش ششتمد شهرستان سبزوار | کیذقان          | ۱۰۰۰           | ۱۷             | ۲۳           | ۱۲                  | ۱۵                  |
| کینه دره        | بخش مرکزی شهرستان سبزوار | افچنگ           | ۵۰۰            | ۱۵             | ۲۰           | ۱۲                  | ۲۰                  |
| گاوداری جعفر    | بخش ششتمد شهرستان سبزوار | باد اشیان       | ۷۰             | ۱۰             | ۵            | ۵                   | ۶                   |
| گاوداری سیدا    | بخش ششتمد شهرستان سبزوار | باد اشیان       | ۲۰۰            | ۱۰             | ۰            | ۶                   | ۱۵                  |
| گاودشت          | بخش ششتمد شهرستان سبزوار | ششتمد           | ۶۰             | ۵              | ۷            | ۵                   | ۱۲                  |
| گاچ             | بخش ششتمد شهرستان سبزوار | گاچ             | ۳۵۰            | ۱۲             | ۱۲           | ۶                   | ۵                   |
| گاچ کهنه        | بخش ششتمد شهرستان سبزوار | گاچ             | ۳۱۵            | ۰              | ۳۳           | ۵                   | ۱۵                  |
| گردچاه          | بخش ششتمد شهرستان سبزوار | باد اشیان       | ۵۰             | ۰              | ۷            | ۵                   | ۳                   |
| گرز             | بخش مرکزی شهرستان سبزوار | رازقند          | ۴۰۰            | ۱۵             | ۲۰           | ۷                   | ۱۰                  |
| گره بندی        | بخش ششتمد شهرستان سبزوار | بیزخ            | ۲۷۵            | ۰              | ۳۵           | ۵                   | ۵                   |
| گزنلمد          | بخش مرکزی شهرستان سبزوار | افچنگ           | ۵۰۰            | ۳۰             | ۱۵           | ۶                   | ۶                   |
| گزوای سفلی      | بخش مرکزی شهرستان سبزوار | سنگ سفید        | ۱۵۰۰           | ۶۰             | ۲۵           | ۱۰                  | ۶                   |
| گزوای علیا      | بخش مرکزی شهرستان سبزوار | سنگ سفید        | ۱۵۰۰           | ۵۵             | ۲۵           | ۱۲                  | ۱۰                  |
| گفت             | بخش روداب شهرستان سبزوار | گفت             | ۱۵۰۰           | ۲۰             | ۱۰           | ۱۰                  | ۴                   |
| گلن نه          | بخش ششتمد شهرستان سبزوار | تندک            | ۱۵۰            | ۸              | ۱۳           | ۴                   | ۵                   |
| گله بان سفلی    | بخش روداب شهرستان سبزوار | فضل‌آباد         | ۱۰۰۰           | ۷۰             | ۱۲           | ۵                   | ۴                   |
| گله بان علیا    | بخش روداب شهرستان سبزوار | فضل‌آباد         | ۱۰۰۰           | ۱۰۰            | ۰            | ۱۰                  | ۱۵                  |
| گود زینب        | بخش مرکزی شهرستان سبزوار | افچنگ           | ۶۰۰            | ۱۸             | ۲۰           | ۱۲                  | ۱۵                  |
| گودانگور        | بخش مرکزی شهرستان سبزوار | رازقند          | ۴۰۰            | ۱۲             | ۱۲           | ۴                   | ۵                   |
| گودزینب         | بخش مرکزی شهرستان سبزوار | افچنگ           | ۶۰۰            | ۱۸             | ۲۰           | ۰                   | ۰                   |
| یحیی‌آباد        | بخش ششتمد شهرستان سبزوار | یحیی‌آباد        | ۴۵۰۰           | ۷۰۰            | ۶۰           | ۳                   | ۲۰۰                 |
| یحیی‌آباد        | بخش ششتمد شهرستان سبزوار | یحیی‌آباد        | ۱۱۵۰           | ۰              | ۲۳           | ۱۵                  | ۷۵                  |
| یوسفی           | بخش روداب شهرستان سبزوار | فضل‌آباد         | ۴۰۰            | ۴              | ۱۲           | ۱۵                  | ۱۰                  |
| یوسفی علیا      | بخش روداب شهرستان سبزوار | فضل‌آباد         | ۸۰۰            | ۸۰             | ۱۲           | ۱۰                  | ۱۰                  |